# Kuk (Papua Nova Guinea)
El lloc agrícola de Kuk o zona humida de Kuk és un jaciment arqueològic de Papua Nova Guinea. Inclou 116 hectàrees de aiguamolls situades a 1500 metres d'altitud, al sud de l'illa de Nova Guinea. El pantà va desenvolupar-se en una antiga conca del llac, ja que estava ple per un con de dejecció o dipòsits de materials transportats per aigua. L'agricultura es va practicar allà des de fa de set a deu mil anys.
S'han trobat evidències de cultiu de plàtans i canya de sucre, que s'estima que van començar fa 6.900 - fa 6.400 anys.
El 7 de juliol del 2008, el lloc es va inscriure al Patrimoni mundial de la UNESCO, essent Kuk, segons la Unesco, -un dels escassos llocs del món en els quals els vestigis arqueològics mostren un desenvolupament independent de l'agricultura des de fa de set a deu mil·lennis-.